# Гидрокарбонат магния-калия
Гидрокарбона́т ма́гния-ка́лия — неорганическое соединение,
двойная кислая соль магния, калия и угольной кислоты
с формулой MgKH(CO3)2,
бесцветные кристаллы,
растворяется в воде,
образует кристаллогидраты.

## Физические свойства
Гидрокарбонат магния-калия образует бесцветные кристаллы.
Растворяется в воде.
Образует кристаллогидрат состава MgKH(CO3)2·4H2O.

## Применение
- Используется в процессе преобразовании хлорида калия в карбонат калия [1]:
  - на первом этапе через суспензию карбоната магния в растворе хлорида калия пропускается углекислый газ с образованием менее растворимого гидрокарбоната магния-калия:

{\displaystyle {\mathsf {3Mg_{2}CO_{3}+2KCl+CO_{2}+5H_{2}O\ {\xrightarrow {}}\ 2MgKH(CO_{3})_{2}\cdot 4H_{2}O\downarrow +MgCl_{2}}}}
- на втором этапе к гидрокарбонату магния-калия добавляется горячая вода и оксид магния:

{\displaystyle {\mathsf {2MgKH(CO_{3})_{2}\cdot 4H_{2}O+MgO\ {\xrightarrow {100^{o}C}}\ 3MgCO_{3}\cdot 3H_{2}O\downarrow +K_{2}CO_{3}}}}